# Claire Babineaux-Fontenot
Claire Babineaux-Fontenot, née en 1964, est la directrice générale de Feeding America, la plus grande banque alimentaire des États-Unis et deuxième plus grande organisation caritative du pays. Le magazine Time la nomme parmi les 100 personnalités les plus influentes du monde en 2020.
Native de Louisiane, elle compte près de 107 frères et sœurs, ses parents ayant adopté et recueilli de nombreux enfants outre leur descendance biologique. Elle est vice-présidente chargée de la trésorerie chez Walmart lorsqu'en 2015 un cancer l'oblige à reconsidérer ses priorités professionnelles. Elle intègre Feeding America et en prend la tête en 2018.